# Johannes Wahlberg
Herman Johannes Wahlberg, född 25 juni 1895 i S:t Johannes, död 15 november 1951 i Helsingfors, var en finländsk läkare.
Wahlberg blev medicine licentiat 1922, specialist i invärtes sjukdomar 1925 och medicine och kirurgie doktor 1926. Han verkade på medicinska avdelningar vid Maria sjukhus och Helsingfors allmänna sjukhus från 1923 och var docent i inre medicin vid Helsingfors universitet 1930–1935. Han blev e.o. personell professor i inre medicin med inriktning på endokrinologi 1950. Under krigsåren 1939–1944 tjänstgjorde han först som läkare vid krigssjukhus och 1942–1944 som chef för högkvarterets krigssjukhusbyrå med ansvar för landets alla krigssjukhus och för den civila sjukvårdens organisation i ett eventuellt nationellt nödläge. 
Wahlberg inledde i början av 1920-talet forskning kring sköldkörteln och dess sjukdomar och blev banbrytande på detta område. Den utbredda endemiska struman i Finland var ett av hans forskningsområden och 1936 tog han initiativet till införandet av jodprofylax i Finland. På grund av krigsutbrottet 1939 avbröts förhandlingarna med hälsovårdsmyndigheterna. Efter kriget återtog han initiativet och kämpade tillsammans med Nobelpristagaren Artturi I. Virtanen för jodprofylaxens införande, vilket skedde kort före Wahlbergs död.